# Eleições primárias presidenciais do Partido Republicano em 2024
As primárias presidenciais e caucuses estão sendo organizados pelo Partido Republicano para selecionar os delegados na Convenção Nacional Republicana de 2024, programada para ser realizada entre fevereiro e junho de 2024 visando determinar a pessoa candidata pelo partido ao cargo de Presidente dos Estados Unidos da América na Eleição Presidencial de 2024. As eleições ocorrerão em todos os 50 estados dos EUA, no Distrito de Columbia e em cinco territórios dos EUA (esses territórios não participam da eleição presidencial, embora realizem pesquisas de opinião pública).
Em 15 de novembro de 2022, em Mar-a-Lago, o 45.º presidente e derrotado na última eleição, Donald Trump, anunciou que concorreria novamente em 2024. Ele está tentando se tornar o segundo presidente após Grover Cleveland a cumprir dois mandatos não consecutivos desde a eleição presidencial de 1892 nos Estados Unidos. Apesar de considerado favorito a indicação presidencial republicana, Trump enfrenta desafios: as audiências públicas, transmitidas em horário nobre, do Comitê Seleto da Câmara dos Estados Unidos sobre o Ataque ao Capitólio em 6 de janeiro de 2021 prejudicaram a opinião pública em relação a ele; O governador da Flórida, Ron DeSantis, levantou mais fundos de campanha no primeiro semestre de 2022. Democratas podem tentar invocar a Décima Quarta Emenda à Constituição dos Estados Unidos para impedir que Trump seja elegível; ele é atualmente objeto de quatro investigações criminais distintas acerca de atividades suspeitas enquanto estava no cargo presidencial.
Trump anunciou em março de 2022 que caso concorresse à reeleição e vencesse a indicação presidencial republicana, seu ex-vice-presidente, Mike Pence não seria seu companheiro de chapa. Caso Trump concorra contra Biden novamente, será a primeira revanche presidencial desde 1956, depois que Dwight D. Eisenhower concorreu com sucesso à reeleição contra Adlai Stevenson II, e se Trump vencer, ele será a primeira pessoa a perder uma eleição presidencial e depois vencer uma revanche desde a eleição de Grover Cleveland em 1892, bem como o único presidente além de Cleveland a cumprir dois mandatos não consecutivos. O último presidente a concorrer após deixar o cargo foi Theodore Roosevelt, que optou por não concorrer em 1908 antes de ficar em segundo lugar em 1912 como candidato presidencial do Partido Progressista, embora Herbert Hoover tenha buscado brevemente a indicação presidencial republicana em várias convenções nacionais após deixar o comando em 1933. Se Trump vencer, será o primeiro presidente republicano a cumprir dois mandatos não consecutivos, e o segundo depois de Cleveland, um democrata. Trump também seria a primeira pessoa a ganhar a indicação presidencial republicana três vezes consecutivas, e a primeira a ganhar três vezes no total desde Richard Nixon.

## Candidatos

### Principais candidatos declarados
Os candidatos nesta seção receberam cobertura substancial da mídia, declararam sua candidatura, ocupam ou ocuparam cargos eletivos significativos e/ou foram incluídos em pelo menos cinco eleições nacionais. 
| Nome            | Nome | Nascimento                                                         | Experiência | Estado natal    | Campanha Data de anúncio         | Ref.   |
| --------------- | ---- | ------------------------------------------------------------------ | --- | --------------- | -------------------------------- | ------ |
| Ryan Binkley    |      | 19 de setembro de 1967 (57 anos) Columbus, Geórgia                 | Co-fundador e CEO da Generational Equity Group (2006–presente) Cofundador pastor principal da Create Church                                                                                     | Texas           | Campanha 23 abril de 2023        | [ 12 ] |
| Doug Burgum     |      | 19 de setembro de 1967 (57 anos) Arthur, Dakota do Norte           | Governador da Dakota do Norte (2016–presente) Vice-presidente sênior da Microsoft Business Solutions Group (2002–2007) Presidente da Great Plains Software (1984–2001)                          | Dakota do Norte | 7 de junho de 2023               | [ 14 ] |
| Chris Christie  |      | 6 de setembro de 1962 (62 anos) Newark, Nova Jérsia                | Governador da Nova Jérsia (2010–2018) Candidato à presidência (2016) Procurador dos EUA pelo Distrito da Nova Jérsia (2002–2008)                                                                | Nova Jérsia     | 6 de junho de 2023               | [ 16 ] |
| Ron DeSantis    |      | 14 de setembro de 1978 (46 anos) Jacksonville, Flórida             | Governador da Flórida (2019–) Representante dos EUA pelo FL-06 (2013–2018) | Flórida         | 24 de maio de 2023               | [ 18 ] |
| Larry Elder     |      | 27 de abril de 1952 (72 anos) Los Angeles, California              | Apresentador de rádio no The Larry Elder Show Candidato à governador da Califórnia em 2021 | Califórnia      | 20 de abril de 2023              | [ 20 ] |
| Nikki Haley     |      | 20 de janeiro de 1972 (53 anos) Bamberg, South Carolina            | Governadora da Carolina do Sul (2011–2017) Embaixadora dos Estados Unidos nas Nações Unidas (2017–2018)                                                                                         | Carolina do Sul | 14 de fevereiro de 2023          | [ 22 ] |
| Will Hurd       |      | 19 de agosto de 1977 (47 anos) San Antonio, Texas                  | Representante dos EUA do TX-23 (2015–2021) | Texas           | 22 de junho de 2023              | [ 24 ] |
| Asa Hutchinson  |      | 3 de dezembro de 1950 (74 anos) Bentonville, Arkansas              | Governador do Arkansas (2015–2023) Departamento de Segurança Interna dos Estados Unidos (2003–2005) Administrador de Repressão às Drogas (2001–2003) Representante dos EUA do AR-03 (1997–2001) | Arkansas        | 6 de abril de 2023               | [ 26 ] |
| Perry Johnson   |      | 23 de janeiro de 1948 (77 anos) Dolton, Illinois                   | Empresário Candidato desqualificado ao Governo de Michigan em 2022 | Michigan        | 2 de março de 2023               | [ 28 ] |
| Mike Pence      |      | 7 de julho de 1949 (75 anos) Columbus, Indiana                     | Vice-presidente dos Estados Unidos (2017–2021) Governador de Indiana (2013–2017) Representante dos EUA do IN-06 (2003–2013) Representante dos EUA do IN-02 (2001–2003)                          | Indiana         | 5 de junho de 2023               | [ 30 ] |
| Vivek Ramaswamy |      | 9 de agosto de 1985 (39 anos) Cincinnati, Ohio                     | Diretor Executivo da Strive Asset Management (2022–) CEO da Roivant Sciences (2014–2021) | Ohio            | Campanha 21 de fevereiro de 2023 | [ 32 ] |
| Tim Scott       |      | 19 de setembro de 1965 (59 anos) North Charleston, Carolina do Sul | Senador dos EUA pela Carolina do Sul (2013–presente) Representante dos EUA do SC-01 (2011–2013) Membro da Câmera de Representantes da Carolina do Sul (2009–2011)                               | South Carolina  | 19 de maio de 2023               | [ 34 ] |
| Francis Suarez  |      | 6 de outubro de 1977 (47 anos) Miami, Flórida                      | Prefeito de Miami (2017–presente) Membro da Comissão da Cidade de Miami (2009–2017) | Flórida         | 14 de junho de 2023              | [ 36 ] |
| Donald Trump    |      | 14 de junho de 1946 (78 anos) Queens, New York                     | Presidente dos Estados Unidos (2017–2021) Presidente do The Trump Organization (1971–2017) | Flórida         | 15 de novembro de 2023           | [ 39 ] |

### Outros candidatos declarados
Os candidatos nesta seção são dignos de nota, mas não atenderam aos requisitos descritos acima.
- Perry Johnson, empresário, candidato ao Governo de Michigan em 2022.[40]
- Steve Laffey, Prefeito de Cranston, Rhode Island (2003–2007).[41]

- Vivek Ramaswamy, empresário, autor e empresário.[42][43]

- Rollan Roberts II, empresário e filho de Rollan Roberts.[44]

- Corey Stapleton, Secretário de Estado de Montana (2017–2021), membro do Senado Estadual de Montana do 27º distrito (2001–2009).[45]

### Decisão pendente
Desde fevereiro de  2023, espera-se que os seguintes indivíduos notáveis façam um anúncio sobre sua candidatura oficial dentro de um cronograma definido.
- Larry Hogan, 62º Governador de Maryland (2015–2023).[46] Secretário de Nomeações de Maryland (2003-2007)[47] (decisão esperada na primavera de 2023).[48]

- Mike Pompeo, 70º Secretário de Estado dos Estados Unidos (2018–2021), 6º Diretor da Agência Central de Inteligência (2017–2018), Membro da Câmara dos Representantes dos Estados Unidos pelo 4º distrito de Kansas (KS-04) (2011–2017) (decisão esperada na primavera de 2023).[49]

### Interesse expresso publicamente
Desde fevereiro de  2023,os seguintes indivíduos notáveis manifestaram interesse em concorrer à presidência nos últimos seis meses.
- John Bolton, 27º Conselheiro de Segurança Nacional dos Estados Unidos (2018–2019), 25º Embaixador dos Estados Unidos nas Nações Unidas (2005–2006), 3º Subsecretário de Estado para Controle de Armas e Assuntos de Segurança Internacional (2001–2005), 18º Secretário de Estado Adjunto para Assuntos de Organização Internacional (1989–1993), Procurador Geral Adjunto dos Estados Unidos (1985–1989).[50]
- Liz Cheney, Ex-Membra da Câmara dos Representantes dos Estados Unidos pelo Wyoming (WY-AL) (2017–2023).[51]
- Chris Christie, 55º Governador da Nova Jérsia (2010–2018), Procurador dos EUA pela Nova Jérsia (2002–2008), Membro do Conselho de Comissários do Condado de Morris (1995–1997), candidato à presidente em 2016.[52]
- Kristi Noem, 33º Governadora da Dakota do Sul (2019–presente), Membra da Câmara dos Representantes dos Estados Unidos pela Dakota do Sul (2011–2019), membra da Câmara dos Representantes de Dakota do Sul pelo 6º distrito (2007–2011).[53]
- Mike Pence, 48º Vice-Presidente dos Estados Unidos (2017–2021), 50º Governador de Indiana (2013–2017), Membro da Câmara dos Representantes dos Estados Unidos pelo 2º distrito (IN-02) (2001–2003) e pelo 6º distrito de Indiana (IN-06) (2003–2013).[54]
- Mike Rogers, Membro da Câmara dos Representantes dos Estados Unidos pelo 8º distrito de Michigan (MI-08) (2001–2015), membro do Senado Estadual de Michigan pelo 26º distrito (1995–2001).[55]
- Tim Scott, Senador dos EUA pela Carolina do Sul (2013–presente), Membro da Câmara dos Representantes dos Estados Unidos pelo 1º distrito da Carolina do Sul (SC-01) (2011–2013), membro da Câmara dos Representantes da Carolina do Sul pelo 117º distrito (2009–2011), membro do Conselho do Condado de Charleston do 3º distrito (1995–2009).[56]
- Francis X. Suarez, 43º Prefeito de Miami (2017–presente), membro da Comissão da Cidade de Miami (2009–2017).[57]
- Chris Sununu, 82º Governador de New Hampshire (2017–presente), Membro do Conselho Executivo de New Hampshire (2011–2017).[58]

- Ex Conselheiro de Segurança Nacional
John Bolton
 de Maryland
- Ex-Membra da Câmara dos Representantes
Liz Cheney
de Wyoming
- Ex Governador
Chris Christie
da Nova Jérsia
- Governadora
Kristi Noem
da Dakota do Sul
- Ex Vice-presidente
Mike Pence
de Indiana
- Ex Membro da Câmara dos Representantes
Mike Rogers
de Michigan
- Senador
Tim Scott
pela Carolina do Sul
- Prefeito de Miami
Francis X. Suarez
da Flórida
- Governador
Chris Sununu
de New Hampshire

### Candidatos potenciais
Desde fevereiro de  2023, tem tido especulação sobre a potencial candidatura dos seguintes indivíduos notáveis nos seis meses anteriores.
- Greg Abbott, 48º Governador do Texas (2015–presente), 50º Procurador Geral do Texas (2002–2015), Juiz Associado da Suprema Corte do Texas (1996–2001).[59][60]
- Ted Cruz, Senador dos EUA pelo Texas (2013–presente), 3rd Oficial de justiça do procurador-geral (2003–2008), candidato à presidência em 2016.[61][62]
- Doug Ducey, 23º Governador do Arizona (2015–2023), 42º Tesoureiro do Arizona (2011–2015).[63][64]
- Will Hurd, Membro da Câmara dos Representantes dos Estados Unidos pelo 23º distrito do Texas (TX-23) (2015–2021).[65][66]
- Brian Kemp, 83º Governador da Geórgia (2019–presente), 27º Secretário de Estado da Geórgia (2010–2018), membro do Senado Estadual da Geórgia pelo 46º distrito (2003–2007).[67][68]
- Marco Rubio, Senador dos EUA pela Flórida (2011–presente), 94º Lista de porta-voz da Câmara dos Deputados da Flórida (2006–2008) pelo 111º distrito (2000–2008), membro da Comissão da Cidade de West Miami (1998–2000), candidato à presidência em 2016.[69][70]
- Glenn Youngkin, 74º Governador da Virgínia (2022–presente).[71][72]

- Governador
Greg Abbott
do Texas
- Ex Governador
Doug Ducey
 do Arizona
- Ex Representante
Will Hurd
do Texas
- Governador
Brian Kemp
da Geórgia
- Senador
Marco Rubio
pela Flórida
- Governador
Glenn Youngkin
da Virgínia

### Negaram serem candidatos
Os seguintes indivíduos notáveis foram objeto de especulação sobre sua possível candidatura, mas negaram publicamente o interesse em concorrer.
- Marsha Blackburn, Senadora dos EUA pelo Tennessee (2019–presente), membro da Câmara dos Representantes dos Estados Unidos (2003–2019), membro do Senado Estadual do Tennessee pelo 23º distrito (1999–2003).[73]
- Tucker Carlson, apresentador do Tucker Carlson Tonight (2016–presente) e co-fundador do The Daily Caller.[74][75]
- Tom Cotton, Senador dos EUA pelo Arkansas (2015–presente), membro da Câmara dos Representantes dos Estados Unidos pelo 4º distrito do Arizona (AR-04) (2013–2015).[76]
- Dan Crenshaw, membro da Câmara dos Representantes dos Estados Unidos pelo 2º distrito do Texas (TX-02) (2019–presente).[77][78]
- Ted Cruz, Senador dos EUA pelo Texas (2013–presente), 3rd Oficial de justiça do procurador-geral (2003–2008), candidato à presidência em 2016.[61][62] (candidato à reeleição).[79]
- Joni Ernst, Senador dos EUA pelo Iowa (2015–presente), membro do Senado Estadual de Iowa pelo 12º distrito (2011–2014), Auditor do Condado de Montgomery (2005–2011).[80][81]
- Josh Hawley, Senador dos EUA pelo Missouri (2019–presente), 42º procurador-geral do Missouri (2017–2019)[82][83] (candidato à reeleição).[84]
- Adam Kinzinger, membro da Câmara dos Representantes dos Estados Unidos pelo 16º distrito de Illinois (IL-16) (2011–2023).[85][86]
- Dan Patrick, 42º Vice-governador do Texas (2015–presente), membro do Senado Estadual do Texas pelo 7º distrito (2007–2015).[87][88]
- Rand Paul, Senador dos EUA pelo Kentucky (2011–presente), candidato à presidência em 2016.[89][90]
- Mitt Romney, Senador dos EUA por Utah (2019–presente), 70º Governador de Massachusetts (2003–2007), candidato à presidência em 2008, candidato presidencial republicano em 2012.[91][92]
- Paul Ryan, 54º Presidente da Câmara dos Representantes dos Estados Unidos (2015–2019) pelo 1º distrito de Wisconsin (1999–2019) e candidato republicano à vice-presidência em 2012.[93][94]
- Rick Scott, Senador dos EUA pela Flórida (2019–presente), 45º Governador da Flórida (2011–2019)[95] (candidato à reeleição).[96]
- Donald Trump Jr., empresário, vice-presidente executivo da The Trump Organization.[97][98]
- Ivanka Trump, Assessor do Presidente dos Estados Unidos (2017–2021).[99][100]
- Scott Walker, 45º Governador do Winsconsin (2011–2019), 5º Executivo do Condado de Milwaukee (2002–2010), membro da Assembleia Estadual dp Wisconsin pelo 14º distrito (1993–2002),candidato à presidência em 2016.[101][102]

## Linha do tempo

### Visão geral
Não foi possível compilar a entrada EasyTimeline:

Timeline generation failed: 2 errors found

Line 28:   from:02/14/2023 till:03/20/2025 color:Active text:"Haley"

- Plotdata attribute 'till' invalid.

```
 Date '03/20/2025' not within range as specified by command Period.

```

Line 30:   from:11/15/2022 till:03/20/2025 color:Active text:"Trump"

- Plotdata attribute 'till' invalid.

```
 Date '03/20/2025' not within range as specified by command Period.

```

|  | Campanha ativa |  | Comitê exploratório                             |  | Candidato Retirado    |
|  | Primárias      |  | Midterm elections (Eleições de meio de mandato) |  | Convenção Republicana |

### Acontecimentos
Após ser derrotado em sua candidatura à reeleição em 2020, Trump conseguiu permanecer como o principal candidato do Partido Republicano. Ele, no entanto, flexionaria seus poder dentro do GOP, recrutando adversários para várias posições na Câmara que participaram de seu impecheament, bem como empurrando vários candidatos para disputas abertas. Apesar de várias condições que levaram à impressão de uma onda vermelha, os republicanos mal conseguiram vencer na Câmara e perderam espaço no Senado. O desempenho medíocre dos republicanos, notavelmente endossados por Trump, e concorrendo em várias disputas e áreas que o próprio Trump venceu, levaram a viradas nas pesquisas. Foi nessa época que o governador da Flórida, Ron DeSantis, começou a ver um grande aumento em seus números nas pesquisas, principalmente por conta de sua vitória esmagadora nas eleições para governador da Flórida em 2022. Muitas vezes se especulou que os dois principais candidatos ao Partido Republicano para 2024 seriam DeSantis e Trump, apesar de DeSantis não ter anunciado sua intenção à uma corrida presidencial.

### Debates
Em janeiro de 2023, foi noticiado pelo The New York Times que o Comitê Nacional Republicano (CNR) iniciou negociações com grandes redes de televisão para os debates.

## Pesquisas de intenção de voto

### Pesquisa nacional
Pesquisas agregadas
| Fonte da pesquisa agregada | Datas                                           | Data de atualização     | Ron DeSantis | Mike Pence | Donald Trump | Outros/Indecidos | Margem de erro |
| -------------------------- | ----------------------------------------------- | ----------------------- | ------------ | ---------- | ------------ | ---------------- | -------------- |
| Real Clear Politics        | 18 de Novembro de 2022 – 7 de Fevereiro de 2023 | 11 de Fevereiro de 2023 | 29.7%        | 7.0%       | 48.3%        | 16.2%            | 18.6%          |

|                                                                      | 14 de Fevereiro de 2023                       | Nikki Haley declara sua candidatura            | Nikki Haley declara sua candidatura            | Nikki Haley declara sua candidatura            | Nikki Haley declara sua candidatura            | Nikki Haley declara sua candidatura            | Nikki Haley declara sua candidatura            | Nikki Haley declara sua candidatura            | Nikki Haley declara sua candidatura            | Nikki Haley declara sua candidatura            | Nikki Haley declara sua candidatura            | Nikki Haley declara sua candidatura            | Nikki Haley declara sua candidatura            | Nikki Haley declara sua candidatura            | Nikki Haley declara sua candidatura            | Nikki Haley declara sua candidatura            | Nikki Haley declara sua candidatura            |
| Morning Consult                                                      | 10–12 de Fevereiro de 2023                    | 3,258 (RV)                                     | –                                              | 3%                                             | 31%                                            | 3%                                             | 7%                                             | 47%                                            | 9%                                             | –                                              |                                                |                                                |                                                |                                                |                                                |                                                |                                                |
| The Economist/YouGov                                                 | 4–7 de Fevereiro de 2023                      | 1,496 (A)                                      | –                                              | 3%                                             | 18%                                            | 7%                                             | 8%                                             | 26%                                            | 12%                                            | 27%                                            |                                                |                                                |                                                |                                                |                                                |                                                |                                                |
| YouGov/Yahoo                                                         | 2–6 de Fevereiro de 2023                      | –                                              | –                                              | –                                              | 35%                                            | 11%                                            | –                                              | 38%                                            | –                                              | –                                              |                                                |                                                |                                                |                                                |                                                |                                                |                                                |
| Monmouth University                                                  | 26 de Janeiro - 2 de Fevereiro de 2023        | 2476 (RV)                                      | –                                              | 1%                                             | 33%                                            | 1%                                             | 2%                                             | 33%                                            | 6%                                             | 24%                                            |                                                |                                                |                                                |                                                |                                                |                                                |                                                |
| North Star Opinion Research                                          | 16–21 de Janeiro de 2023                      | 1,000 (LV)                                     | ± 3.1%                                         | –                                              | 39%                                            | 4%                                             | 9%                                             | 28%                                            | 10%                                            | 13%                                            |                                                |                                                |                                                |                                                |                                                |                                                |                                                |
| Harvard/Harris                                                       | 19–20 de Janeiro de 2023                      | 1,815 (RV)                                     | –                                              | 4%                                             | 12%                                            | 2%                                             | 11%                                            | 57%                                            | 13%                                            | –                                              |                                                |                                                |                                                |                                                |                                                |                                                |                                                |
| Morning Consult                                                      | 6–8 de Janeiro de 2023                        | 4,470 (RV)                                     | –                                              | 2%                                             | 33%                                            | 2%                                             | 9%                                             | 46%                                            | 7%                                             | –                                              |                                                |                                                |                                                |                                                |                                                |                                                |                                                |
| Morning Consult                                                      | 21 de Dezembro de 2022 – 2 de Janeiro de 2023 | 4,829 (RV)                                     | ± 1.0%                                         | 2%                                             | 34%                                            | 3%                                             | 8%                                             | 45%                                            | 8%                                             | –                                              |                                                |                                                |                                                |                                                |                                                |                                                |                                                |
| YouGov/Yahoo News                                                    | 15–19 de Dezembro de 2022                     | 449 (RV)                                       | ± 2.7%                                         | –                                              | 37%                                            | 5%                                             | 4%                                             | 39%                                            | 7%                                             | 8%                                             |                                                |                                                |                                                |                                                |                                                |                                                |                                                |
| Morning Consult                                                      | 16–18 de Dezembro de 2022                     | 4,105 (RV)                                     | ± 2.0%                                         | 3%                                             | 33%                                            | 2%                                             | 8%                                             | 48%                                            | 7%                                             | –                                              |                                                |                                                |                                                |                                                |                                                |                                                |                                                |
| Big Village                                                          | 16–18 de Dezembro de 2022                     | 357 (A)                                        | ± 3.1%                                         | 4%                                             | 27%                                            | 4%                                             | 10%                                            | 51%                                            | 5%                                             | –                                              |                                                |                                                |                                                |                                                |                                                |                                                |                                                |
| Harris Poll/Harvard University Center for American Political Studies | 14–15 de Dezembro de 2022                     | –                                              | –                                              | 2%                                             | 25%                                            | 4%                                             | 6%                                             | 48%                                            | 4%                                             | 11%                                            |                                                |                                                |                                                |                                                |                                                |                                                |                                                |
| Echelon Insights                                                     | 12–14 de Dezembro de 2022                     | 454 (RV)                                       | –                                              | 2%                                             | 32%                                            | 4%                                             | 4%                                             | 41%                                            | 9%                                             | 8%                                             |                                                |                                                |                                                |                                                |                                                |                                                |                                                |
| Echelon Insights                                                     | 12–14 de Dezembro de 2022                     | 418 (RV)                                       | –                                              | 2%                                             | 35%                                            | 3%                                             | 4%                                             | 40%                                            | 6%                                             | 10%                                            |                                                |                                                |                                                |                                                |                                                |                                                |                                                |
| McLaughlin & Associates                                              | 9–14 de Dezembro de 2022                      | 480 (RV)                                       | –                                              | –                                              | 23%                                            | 3%                                             | 5%                                             | 49%                                            | 14%                                            | 8%                                             |                                                |                                                |                                                |                                                |                                                |                                                |                                                |
| Monmouth University                                                  | 8–12 de Dezembro de 2022                      | 563 (RV)                                       | ± 3.1%                                         | 1%                                             | 39%                                            | 1%                                             | 2%                                             | 26%                                            | 6%                                             | 25%                                            |                                                |                                                |                                                |                                                |                                                |                                                |                                                |
| Morning Consult/Politico                                             | 9–12 de Dezembro de 2022                      | 4,215 (RV)                                     | ± 2.0%                                         | 2%                                             | 31%                                            | 2%                                             | 8%                                             | 49%                                            | 7%                                             | –                                              |                                                |                                                |                                                |                                                |                                                |                                                |                                                |
| YouGov/Yahoo News                                                    | 1–5 de Dezembro de 2022                       | 1,635 (A)                                      | ± 2.6%                                         | –                                              | 30%                                            | 5%                                             | 5%                                             | 35%                                            | 13%                                            | 12%                                            |                                                |                                                |                                                |                                                |                                                |                                                |                                                |
| The Economist/YouGov                                                 | 26–29 de Novembro de 2022                     | 1,500 (A)                                      | –                                              | 3%                                             | 30%                                            | 3%                                             | 8%                                             | 36%                                            | 13%                                            | 7%                                             |                                                |                                                |                                                |                                                |                                                |                                                |                                                |
| Morning Consult/Politico                                             | 18–20 de Novembro de 2022                     | 849 (RV)                                       | –                                              | 3%                                             | 30%                                            | 2%                                             | 7%                                             | 45%                                            | 13%                                            | –                                              |                                                |                                                |                                                |                                                |                                                |                                                |                                                |
| Emerson College                                                      | 18–19 de Novembro de 2022                     | 614 (RV)                                       | ± 2.5%                                         | 3%                                             | 25%                                            | 3%                                             | 8%                                             | 55%                                            | 6%                                             | –                                              |                                                |                                                |                                                |                                                |                                                |                                                |                                                |
|                                                                      | 15 de Novembro de 2022                        | Donald Trump declara sua candidatura           | Donald Trump declara sua candidatura           | Donald Trump declara sua candidatura           | Donald Trump declara sua candidatura           | Donald Trump declara sua candidatura           | Donald Trump declara sua candidatura           | Donald Trump declara sua candidatura           | Donald Trump declara sua candidatura           | Donald Trump declara sua candidatura           | Donald Trump declara sua candidatura           | Donald Trump declara sua candidatura           | Donald Trump declara sua candidatura           | Donald Trump declara sua candidatura           | Donald Trump declara sua candidatura           | Donald Trump declara sua candidatura           | Donald Trump declara sua candidatura           |
| Zogby Analytics                                                      | 9–11 de Novembro de 2022                      | 864 (LV)                                       | ± 3.3%                                         | –                                              | 28%                                            | 3%                                             | 8%                                             | 47%                                            | 7%                                             | 8%                                             |                                                |                                                |                                                |                                                |                                                |                                                |                                                |
|                                                                      | 8 de Novembro de 2022                         | Eleições midterm (Eleições de meio de mandato) | Eleições midterm (Eleições de meio de mandato) | Eleições midterm (Eleições de meio de mandato) | Eleições midterm (Eleições de meio de mandato) | Eleições midterm (Eleições de meio de mandato) | Eleições midterm (Eleições de meio de mandato) | Eleições midterm (Eleições de meio de mandato) | Eleições midterm (Eleições de meio de mandato) | Eleições midterm (Eleições de meio de mandato) | Eleições midterm (Eleições de meio de mandato) | Eleições midterm (Eleições de meio de mandato) | Eleições midterm (Eleições de meio de mandato) | Eleições midterm (Eleições de meio de mandato) | Eleições midterm (Eleições de meio de mandato) | Eleições midterm (Eleições de meio de mandato) | Eleições midterm (Eleições de meio de mandato) |